# Mandra (reservoar)
Mandra (bulgariska: Мандра) är en reservoar i Bulgarien.   Den ligger i regionen Burgas, i den östra delen av landet, 300 km öster om huvudstaden Sofia. Mandra ligger 2 meter över havet. Arean är 39 kvadratkilometer. Den sträcker sig 7,3 kilometer i nord-sydlig riktning, och 10,8 kilometer i öst-västlig riktning.
Trakten runt Mandra består till största delen av jordbruksmark. Runt Mandra är det ganska glesbefolkat, med 26 invånare per kvadratkilometer.